# Moshe Lifshits

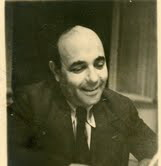
Moshe Lifshits um 1937

Moshe Lifshits (hebräisch משה ליפֿשיץ, jiddisch מוישע ליוושיץ Moyshe Livshits, russisch Мойше Лифшиц Mojše Livšic, polnisch Mojżesz Lifszyc, deutsch M[oses]. Liwschitz; geboren 18. Mai 1894 in dem Stetl Bila Zerkwa im Gouvernement Kiew (Ansiedlungsrayon des Russischen Reiches), heute Ukraine; gestorben 12. April 1940 in Tel Aviv, Palästina, heute Israel) war ein mehrsprachiger Journalist, Übersetzer, Dramaturg und jiddischer Dichter.

## Leben

### Kindheit und Jugend
Über Lifshits’ Herkunft, Kindheit und Jugendjahre ist wenig bekannt. In einem Trauungs-Zeugnis aus dem Jahr 1939 sind als Eltern Feige, eine geborene Moschkowna und Elie Liwschitz, ein Kojdanower Chassid und Melamed, vermerkt. Vom Vater wurde er im Cheder unterrichtet, bis er auf ein Gymnasium wechselte. Anlässlich des Todes von Theodor Herzl soll er als Zehnjähriger in russischer Sprache zu dichten begonnen haben. Vor 1910 wird er erstmals in einem politischen Straflager (a politisher tfise) interniert. Die Jahre von 1910 bis 1912 verbrachte er, um der Rekrutierung in die zaristische Armee zu entgehen in Warschau, wo er Sekretär von Jizchok Leib Perez war. Bis Ende Frühjahr 1913 scheint er sich in Kowel aufgehalten zu haben, da ihm seine Genossen einen Baum zum Andenken an seine Abreise von dort stifteten. Als Dichter soll er um 1914 im Lemberger Interesante blat debütiert haben.

### Erster Weltkrieg
Kurz vor Beginn des Ersten Weltkriegs zog er nach Wien, wo er zusammen mit Abraham Mosche Fuchs und dessen Frau bei Melech Rawitsch wohnte. Nachdem Lifshits 1918 Amalia Neumann (1894–1981) geheiratet hatte, wurden 1919 der erste Sohn Valentin Jeheskiel und 1920 der zweite Sohn Alexander (gest. 2013) geboren. Lifshits schrieb als Literaturkritiker für Kritik (קריטיק) und veröffentlichte in Sch. J. Imbers Nayland (נײַלאנד, Neuland), dem Sammelband Toyt-tsyklus (טויט ציקלוס, Todeszyklus) und andernorts erste Gedichte. Die Kriegsjahre hatte er, obwohl er beabsichtigte, gegen das zaristische Russland in den Krieg zu ziehen, in den Lagern Drosendorf/Markl und dem Interniertenlager Thalerhof verbringen müssen. Während seiner Internierung entwickelte er eine russophil-prosowjetische Haltung und begann sich in der Poale Zion zu engagieren, weswegen er 1919 „als lästiger Ausländer“ aus „Deutschösterreich abgeschafft“ wurde. Im Bericht der Polizeidirektion an das deutschösterreichische Staatsamt des Innern vom 2. Mai 1919 (Akt 16355-19) ist zu seiner Person und dem Anschluss der „Poale Zion“ an die Kommunistische Partei folgendes vermerkt:

„Nach den der Polizeidirektion zugekommenen Informationen hat sich die Gruppe der Poale-Zionisten in Wien zufolge eines am 25. April 1919 mit Stimmenmehrheit gefassten Beschlusses der KP angeschlossen. Führer der Gruppe ist gegenwärtig ein gewisser Lifschitz, der erst kürzlich von einer Reise nach Russland nach Wien zurückkehrte […] Die gemäßigten Mitglieder der Gruppe Sokal, Rudel und Mendel Singer haben sich der neuen Richtung nicht angeschlossen und sind im Begriffe, eine neue Partei zu gründen. Sie wollen darauf hinwirken, dass der kommunistische Flügel den Namen Poale-Zionisten ablegt. In den zionistischen, wie überhaupt in den jüdischen bürgerlichen Kreisen, hat es auch große Beunruhigung hervorgerufen, dass an dem am 1. Mai 1919 von der KP veranstalteten Umzug auch eine Gruppe von Poale-Zionisten teilnahm.“

In einer Anlage wird ergänzt: Moses Liwschitz, Redakteur der „Jüdischen Morgenpost“ [yudishe morgenpost], 1894 in der Ukraine gebürtig und dorthin zuständig, mosaisch, wurde am 4. Mai 1919 der Polizeidirektion zwecks Perlustrierung vorgeführt. Bei seiner Einvernahme gab er an, radikaler Poale-Zionist zu sein, verweigerte aber jede Auskunft über seine politische Tätigkeit. Bei der Durchsuchung seiner Wohnung wurden kommunistische Werbeschriften vorgefunden. Liwschitz wurde nunmehr aus Deutschösterreich abgeschafft. Unter der Überschrift "Verhaftung und Ausweisung von Kommunisten" berichtete die Wiener Morgenzeitung am 6. November 1920: "Am 4. d. M. wurden die ukrainischen Staatsangehörigen Peter Djatlow und Moses Liwschitz in ihren Unterstandsorten angehalten. Beide waren bereits im Vorjahr wegen kommunistischer Umtriebe aus Oesterreich abgeschafft worden, hatten jedoch über ihr Bitten und gegen ihr Versprechen, in Wien jede politische Tätigkeit aufzugeben, die Erlaubnis erhalten, vorläufig hier zu verbleiben. Sie setzten jedoch dessen ungeachtet ihre Propagandatätigkeit fort und hielten zu diesem Zwecke insbesondere die Verbindung zwischen Wien und Russland aufrecht. Beide wurden nunmehr zur unverzüglichen Abreise verhalten". Diese Meldung wurde in etliche verschiedene Tageszeitungen lanciert (u. a. über Die Rote Fahne, Arbeiter Zeitung, Die Neue Zeitung sowie Illustrierte Kronen Zeitung, Mannheimer General-Anzeiger, Altenaer Kreisblatt, Neue Freie Presse bis hin zur Reichspost, dem unabhängigen Tageblatt für das christliche Volk - als Quelle geben einige die Korrespondenz Wilhelm bzw. Polizeikorrespondenz an). Ergänzend findet sich in Österreich in Geschichte und Literatur (Bd. 19, 1975): "Bemerkenswert ist, dass um 1920 eine kleine kommunistische ukrainische Zelle in Wien unter der Führung des Journalisten Ivan Kulynowitsch [1882, Sterbedatum unbekannt] und des Schriftstellers Peter Djatlow [1888, Sterbedatum unbekannt] bestanden hat". Zu beiden ist wenig Konkretes in der deutschsprachigen Literatur zu finden. Kommunismus in Österreich 1918–1938 (2009, McLoughlin et al.) merkt in Fußnote 76 an, dass Petr Djatlov "durch Nadeżda Krupskaja mit Lenin in Kontakt stand, übersetzte unter anderem dessen Arbeiten ins Ukrainische. Beim 3. KI-Kongress 1921 verfügte Djatlov über ein Mandat der KP Ostgaliziens. Später hatte er in Charkow einen Lehrstuhl für politische Ökonomie [...]".

### Die 1920er Jahre
In den frühen 1920er Jahren verliert sich Lifshits’ Spur, sodass unklar ist, was zwischen seiner Abschiebung nach Bila Zerkwa bzw. zu der zuständigen Behörde in Malyn und seinem Erscheinen 1922 in Riga tatsächlich geschehen ist. Zunächst hatte er seine junge Frau und die kleinen Kinder verlassen müssen, dann taucht er um 1920 in der Musterkolonie Malachowka in der Nähe von Moskau wieder auf, wo er als Lehrer für jüdische Waisenkinder, deren Eltern vorwiegend den zaristischen Judenpogromen von 1904 bis 1906 zum Opfer gefallen waren, arbeitete. Malachowka galt damals als eine Art Labor für neue Konzepte moderner Kindererziehung, in dem gleichzeitig mit Literatur, Lyrik und Malerei experimentiert wurde. Hier unterrichtete er neben weiteren jüdischen Künstlern und Intellektuellen wie Der Nister, Dovid Hofstein, Leib Kvitko, Marc Chagall und anderen. 1922 veröffentlicht er seinen Gedichtband A ber tantst und gehörte zu der avantgardistischen Kiewer Gruppe Vidervuks (ווידערוואוקס, Nachtrieb/Schößling). Bald darauf lernt er Lilja Brik kennen und stellt sich ganz in den Dienst der Revolution. Laut Porat stieg er nun gemeinsam mit Wladimir Majakowski, Ossip Brik, Roman Jakobson und anderen „in die sowjetische Propagandaschlacht ein“. So arbeitete Lifshits unter anderem an Majakowskis unvollendetem Drehbuch Benz Nr. 22 (бенц № 22), in dem ein Auto die Hauptrolle spielen sollte und dessen Thema im Abspann des Prologs angedeutet wird: „Erst der Oktober, der den Mensch befreit hat, wird das Auto befreien.“ (Gesammelte Werke Bd. 11, 1936). Rawitsch hielt ferner fest, dass Lifshits ein Verbindungsagent des sowjetischen Auslandsdienstes gewesen sei und Gold und Brillanten besessen hätte (un hot epes gehat arum zikh gold un brilyantn un gelt, gevezn a farbindungs-agent fun di demolt nokh nisht kristalizirte sovyetishe oyslendishe agenturn). Des Weiteren scheint er Kurierdienste für die Briks, Majakowski und andere besorgt zu haben. Nach der Revolution wird er jedenfalls als Kulturattaché der Sowjetunion nach Riga geschickt. Als die Verfolgung Trotzkis und seiner Anhänger begann, verließ Lifshits die Kommunistische Partei und ließ sich mit seiner Familie in Berlin nieder. Zwei Jahre später zog es ihn wieder nach Wien, wo er sich dem jüdischen Kulturleben, insbesondere der jiddischen Lyrik widmete. Herbst und Winter 1925/26 sind durch Briefe von Meir Wiener an David Vogel dokumentiert. Hierin beschreibt Wiener sein gespaltenes Verhältnis zu Livshits. Im ersten Brief berichtet er noch:
"With Livshits I have fallen out forever. He is such a nasty type that it defies description. He instigated a whole dangerously disgusting intrigue against Moshe Gross [...]. Every evening they sit in Café "Herrenhof": [Abraham] Sonne, [Isaac] Schreyer, [Zwi] Diesendruck, Livshits, [Melekh] Khmelnitski and sometimes I do aswell." Im zweiten und dritten dann: "Livshits praises "Saako Modena" [ein Gedicht von Wiener] to the heavens. He has read it four times and says that there is not a single superfluous word in it, and so on. [...] By the way: when you talk to Varshavski [=Oyzer Warschawski], could you perhaps try to get him to invite Livshits? Moyshe Livshits has wonderful poems. (zitiert nach Krutikov 2006)"
Aus dem Jahr 1926 ist ein in Wien verfasster Brief von Liwschitz an Beer-Hofmann in der Houghton Library überliefert, in dem er ihn als hochverehrten Meister tituliert und ihm ein Manuskript zukommen lässt.
Wegen politischer und familiärer Probleme kehrte er dann um 1927 nach Berlin zurück und fand dort Anschluss an linke kulturelle Kreise.

### Die 1930er Jahre
Ob Lifshits zu jenen zählt, die Piscator nach dem sogenannten Volksbühnenkrach an den Nollendorfplatz folgten oder neu hinzustieß, ist ungewiss. Zweifelsohne zählt er aber „unter ferner liefen“ zu der Gruppe Becher, Brecht, Döblin, Mehring, Mühsam, Toller und Tucholsky.
Zu Lifshits’ Arbeit in Piscators dramaturgischem Kollektiv finden sich Informationen in Sami Feders Durkh 12 geyhinom fayern (Durch zwölf Höllenfeuer), worin dieser festhält, dass er mit dem Schreiber Lifshits zusammenarbeitete und auch von der Arbeit an Der Kaufmann von Berlin (Walter Mehring / Erwin Piscator) berichtet. Laut Feder stammte die Idee die Hauptrolle mit Paul (Ben-Zwi) Baratow (1872–1951) zu besetzen, der hierfür aus New York nach Berlin anreiste, von Lifshits. Auch an der Inszenierung von Ernst Tollers Hoppla, wir leben! scheint er mitgewirkt zu haben. Die 1929 für Alexander Granach angefertigte jiddische Version Hopla, mir lebn! gelangte in Berlin zur Aufführung (vgl. Literarische bleter u. a. 24. Mai 1929), sowie später die Übersetzung von Granachs Paraderolle in Georg Kaisers Von morgens bis mitternachts und Auszüge aus Uriel Acosta. Die Jahre 1930/31 sind mit den Publikumserfolgen Uriel Akosta (Habimah / Granowski) und Hershele Ostropolyer (Vilner Trupe / Weichert) der Zenit von Lifshits’ Theaterschaffen. So erinnert sich beispielsweise Steffie Spira in ihrer Autobiographie Trab der Schaukelpferde an Lifshits: „Wir saßen in diesen Jahren [1930] auf den Proben der Habima, kannten den Dramaturgen Lifschitz und den Schauspieler Zwi Friedland, sahen uns Wachtangows und Meyerholds Aufführungen an, waren unentwegt mit Diskussionen beschäftigt, schmorten nie im eigenen Saft, waren stets von den verschiedensten Menschen umgeben […]“.
Kommende Erfolge, auch auf anderen deutschsprachigen Bühnen, so beispielsweise eine Zusammenarbeit mit Fritz Wisten, zeichneten sich bereits ab, blieben jedoch abgesehen von Manuskripten und Besetzungslisten unverwirklicht, bis er 1933 nach Paris emigrieren musste, wo er sich im Umfeld Leopold Lindtbergs gesundheitlich wie materiell und „sans papier“ einer äußerst prekären Situation ausgesetzt sah.
Auf Initiative Margot Klausners gelang es 1935 schließlich eine von Meir Dizengoff, dem ersten Bürgermeister Tel Avivs ausgestellte Einreisegenehmigung für Lifshits als Dramaturg der Habimah zu erwirken. Wegen Diskrepanzen mit der Theaterleitung betrieb er dann jedoch fortan ein Kibbuztheater mit der Max Reinhardt Elevin Schulamit Bat-Dori. Pazifistische Zeitstücke wie „Das Gericht“ und „Wenn ein einfacher Mensch, wie du …“  erhielten Aufführungsverbot. „Das Gericht“ wurde allerdings noch 1938 von Fritz Wisten und dem Jüdischen Kulturbund in Deutschland inszeniert, nachdem die eigentlich geplante Aufführung „Wenn der Narr nicht mein wär! Eine wunderliche Geschichte mit Herschel Ostropoler“ (aus dem Jiddischen übertragen von Leo Hirsch) wegen Lifshits’ politischer Vergangenheit aus dem Spielplan gestrichen werden musste. Doch auch mit Bat-Dori kam es zum Bruch, sodass diese Lifshits’ Namen aus all ihren Aufzeichnungen und Notizen strich. Die zahlreichen Liebesbriefe, die über ihr Verhältnis nähren Aufschluss geben könnten, gingen jedoch im Laufe der Zeit ebenso unwiederbringlich verloren wie viele seiner Stücke aus dieser Zeit. Acht Jahre nach Lifshits’ Tod kam es mit „Hershel The Jester“ (Hersch Ostropoler) zur bis dato wohl letzten Aufführung eines seiner Stücke, durch Maurice Schwartz und das Jiddische Kunsttheater in New York, London und Toronto.
In den letzten Jahren vor seinem Tod lebte Lifshits im Haus des Dichters Alexander Penn und schrieb, teils unter Pseudonym, dem aramäischen Wort für „einsam“ (לחוד) als Kulturredakteur der Haschomer Hazair (1936 war er einer der Mitbegründer der „Sozialistischen Liga“ gewesen). Außerdem war er im Turim-Kreis um Avraham Shlonsky, Leah Goldberg, Israel Zamora, Jocheved Bat-Miriam, Rafael Eliaz und andere tätig. Letzterer bewunderte Lifshits’ Œuvre und widmete diesem sein Gedicht „Nach Mitternacht“. Aufgrund seiner optisch frappanten Ähnlichkeit mit Chaim Nachman Bialik wurde er im Turim-Kreis, nachdem ein Pressefotograf 1936 ihn für den, damals bereits verstorbenen Bialik hielt, scherzhaft nach diesem benannt. Lifshits’ dramaturgisches, poetisches wie politisches Schaffen in Tel Aviv ist bis dato weitestgehend unerschlossen.

### Tod und Nachwirken
Leah Goldberg erinnerte sich, dass der bereits von Krankheit stark gezeichnete Lifshits vor seinem Tod noch Bialiks „In meinem Garten“ deklamierte und dabei Wortspiele mit „cuor“ (Herz) und „dolor“ (Schmerz) machte. Am 12. April 1940 verstarb er aufgrund Herzversagens. Im Jüdischen Nachrichtenblatt (5. Juli 1940, Nr. 4, S. 3) wird im Artikel Zum Tode Mosche Liwschitz' einen Nierenleiden angegeben. Nachrufe schrieben Nathan Alterman, Avraham Shlonsky und andere. Am zwanzigsten Jahrestag seines Todes veröffentlichte Leah Goldberg in der Zeitung Al ha-Mischmar folgendes Gedicht in memoriam:
| Dass der Tod vor seinen Fenstern stand     | כִּי מָוֶת יַעֲלֶה בְּחַלוֹנָיו         |
| wussten wir: sein Blick schrie zum Himmel, | יָדַענוּ: מַבָּטוֹ הַמִשְׁתַּוֵעַ          |
| klar und kühl wie Traubenhaut.             | .הָיָה שָׁקוּף וְקַר כְּזַג עֵנָב       |
| Durch die flackerte eine volle Welt        | וּבְעַד הַזָג הִבְלִיחַ וְקָרַב         |
| gelb wie ein satter Tag,                   | ,עוֹלָם גָדוּשׁ, צָהֹב כְּיוֹם שָׂבֵעַ    |
| Städte, Flüsse auch, und vieler Frühlinge  | ,עָרִים, גַם נְהָרוֹת, גַם עֵרֶב-רָב  |
| aufbrechender Blütenrausch.                | .שֶׁל אֲבִיבִים וּשְׁלַל פְּרִיחָה בוֹקֵעַ  |
| Beladen bis an den Rand ging er,           | ,וְהוּא הָלַךְ עָמוּס עַד קְצֵה הַגְבוּל |
| so schleppt am Abend ein müder Stier       | כַּךְ שׁוֹר עָיֵף עִם יוֹם שׁוֹקֵעַ      |
| die Ernte auf die Tenne.                   | .יוֹבִיל הַגֹרְנָה אֶת הַיְבוּל       |

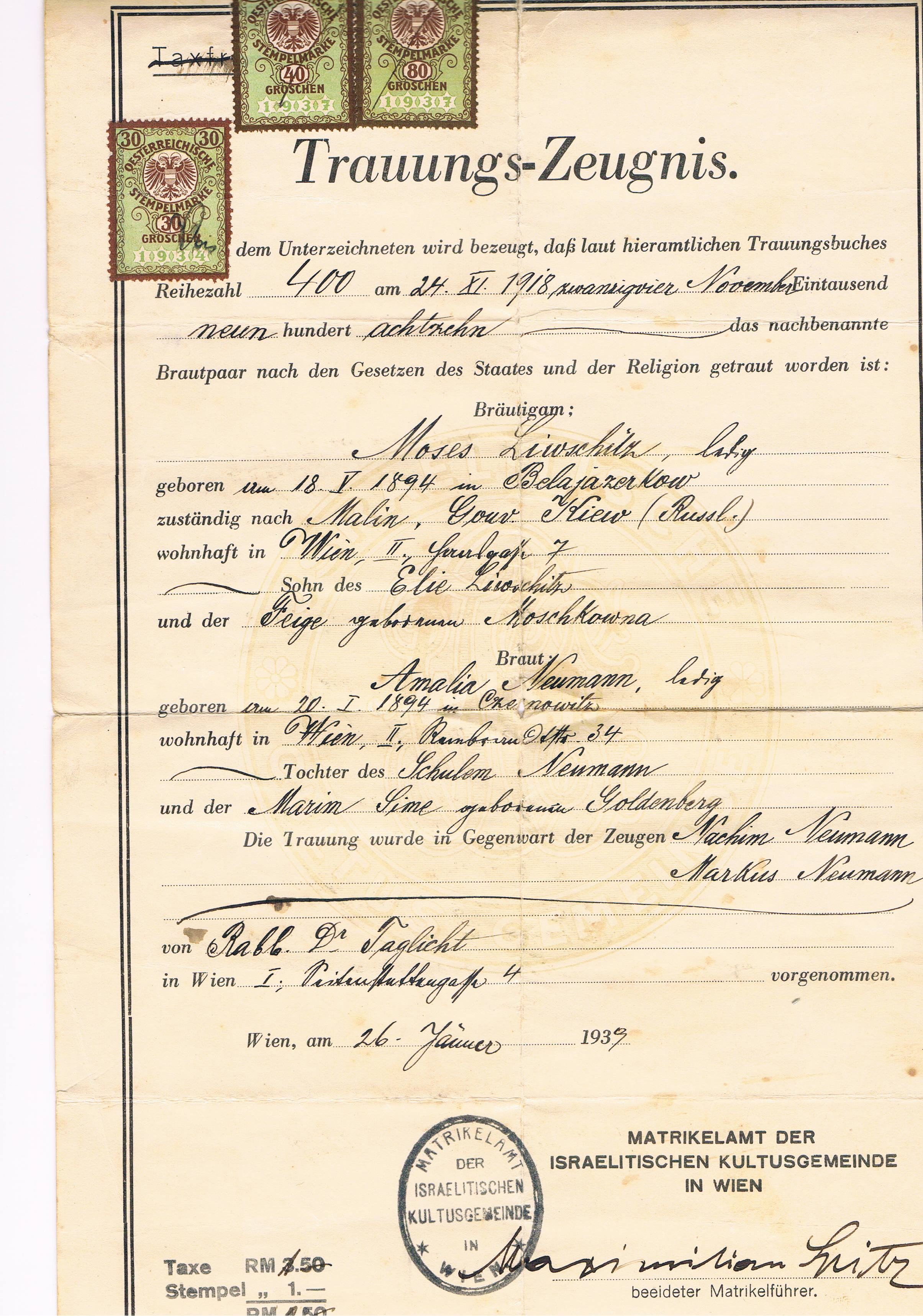
Trauungs-Zeugnis von Moses Liwschitz u. Amalia Neumann (24. November 1918)
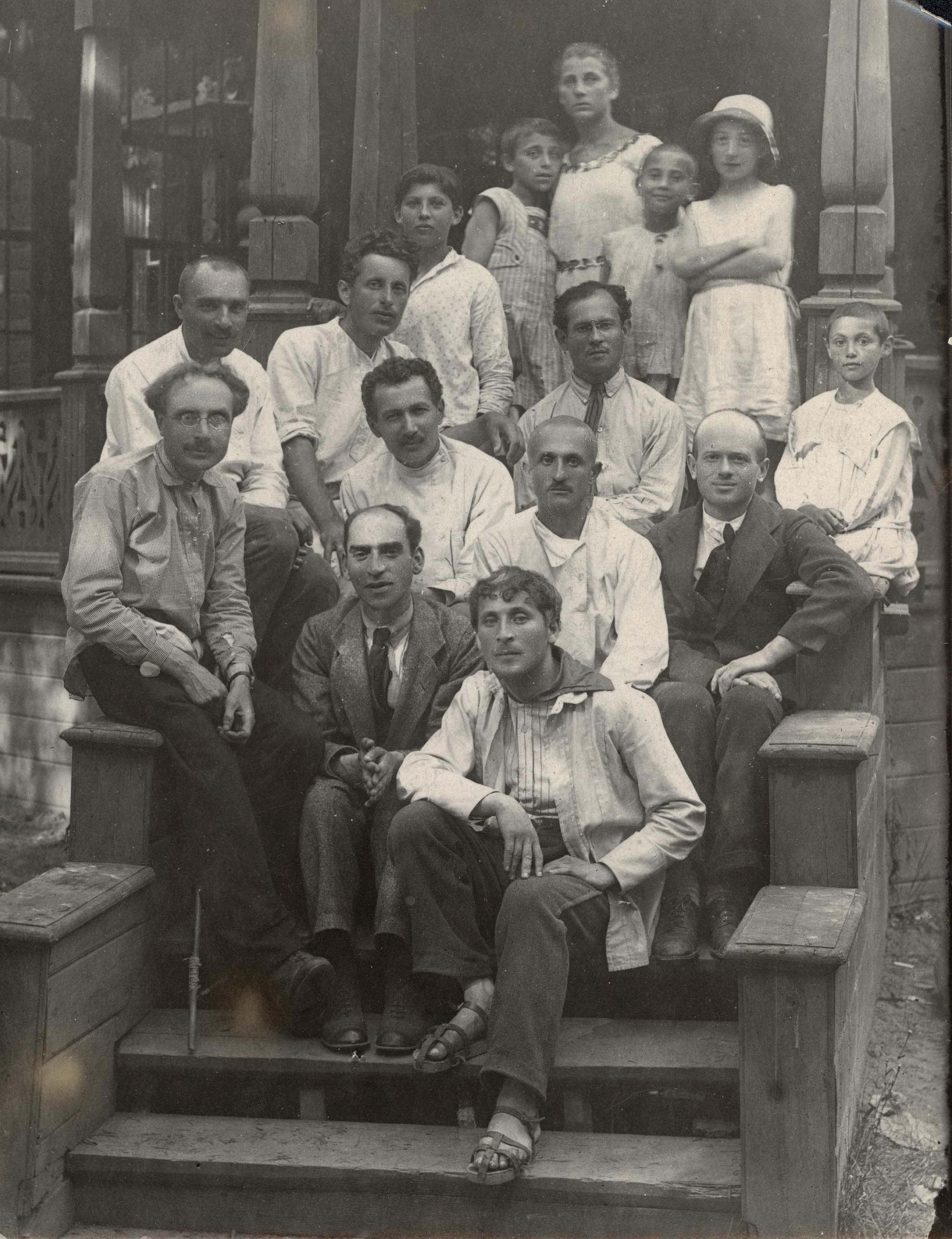
Moshe Lifshits (zweite Reihe), Marc Chagall, Der Nister u. a. in Malachowka (um 1920)
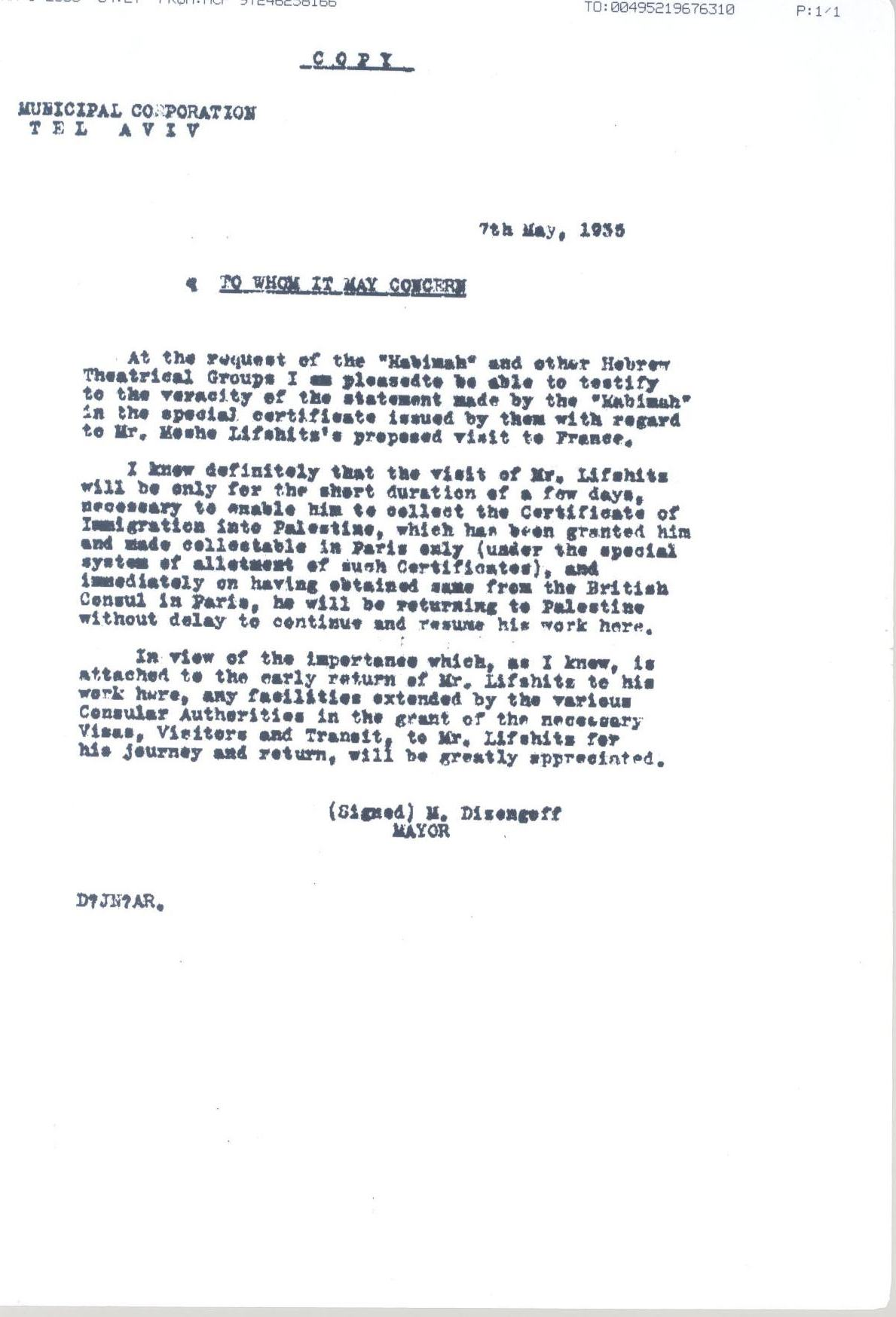
Einreisegenehmigung von Moshe Lifshits (1935)
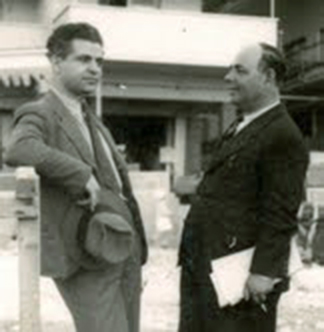
Die Dichter Rafael Eliaz und Moshe Lifshits (um 1935)
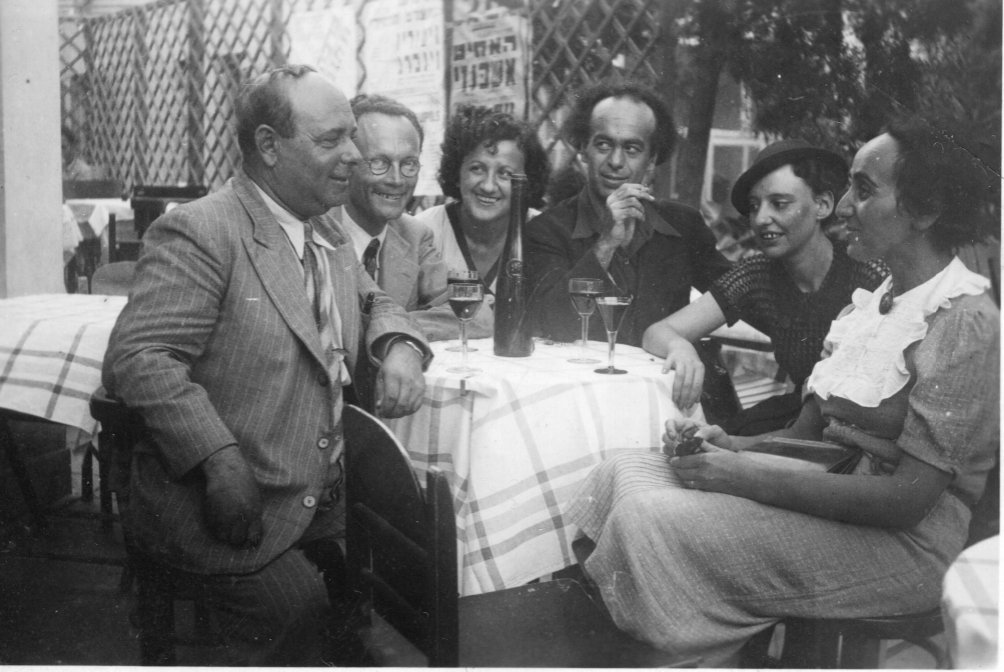
v.l. Moshe Lifshits, Israel Zamora, Luba Goldberg, Avraham Shlonsky, Leah Goldberg, Jocheved Bat-Miriam (1938)
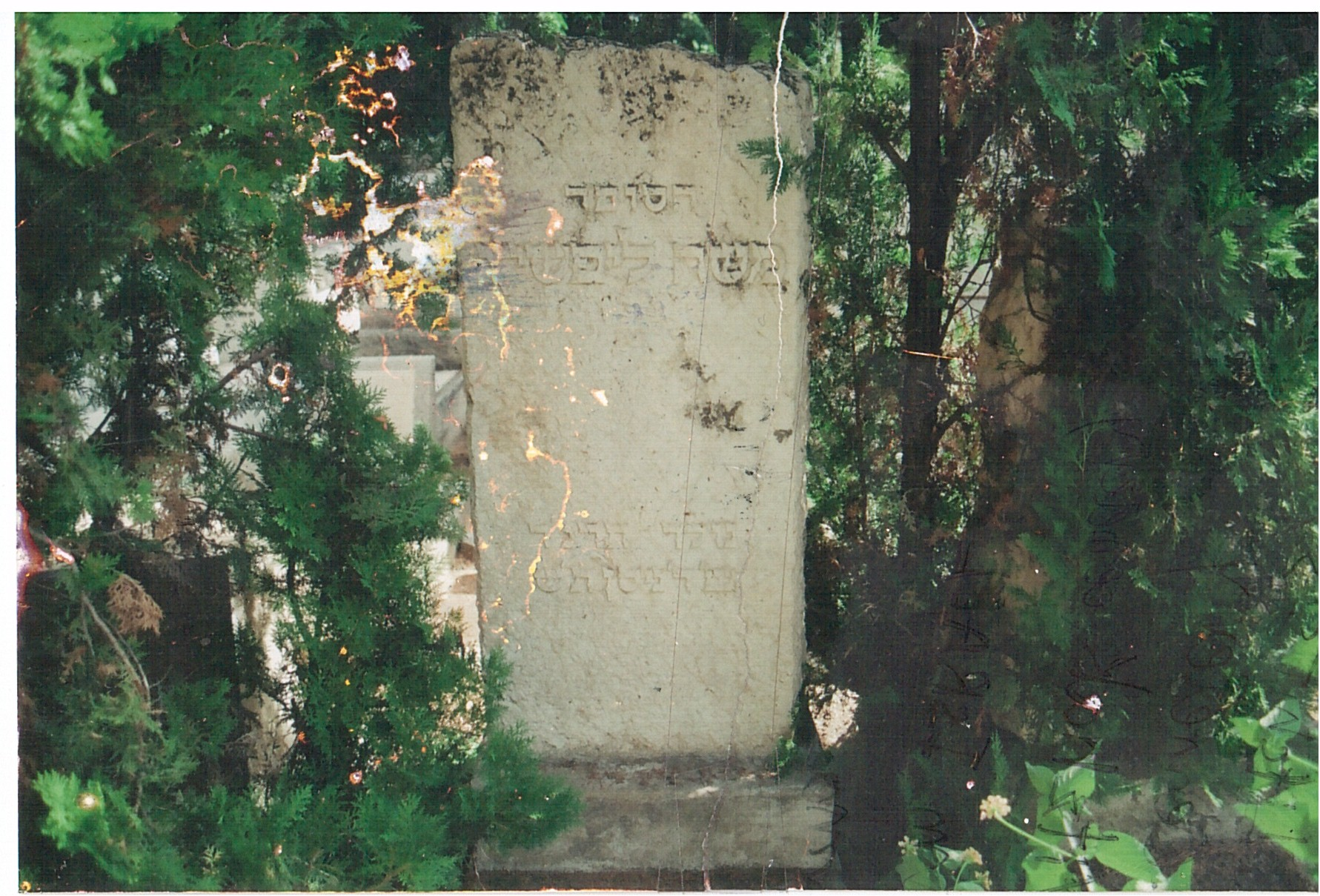
Grab von Moshe Lifshits. Nachalat-Jitzchaq-Friedhof. Givʿatajim, Israel.

## Margot Klausner über Moshe Lifshits
In Margot Klausners Habimah-Tagebuch, das sie bis zum 24. November 1932 führte, sind unter anderem folgende Einträge zu Moshe Lifshits überliefert:
Berlin, 18. Februar 1928
Heute Abend werde ich Der Golem sehen. Ich traf den jiddischen Dichter Moshe Lifshits. (S. 22)
Krakau, 23. April 1930
Gestern sahen wir einen Auftritt der Vilner Trupe: Hershele Ostropolyer von Moshe Lifshits. Es ist eine liebenswerte und eher freche Komödie, die auf angenehme Weise präsentiert wird. (S. 86)
Berlin, 1. Juli 1930
Zvi Friedland traf sich kürzlich mit dem jiddischen Dichter Moshe Lifshits, der ein absolut einzigartiger Typ ist: pummelig, gedrungen und mit sehr schönen Augen. Über ihn heißt es, dass er Kommunist gewesen und dann aus Russland geflohen sei. Und dann hat er für Russland spioniert - und was erzählt man sich sonst noch so? Da ihm stets das Kleingeld in der Tasche fehlt, leiht er sich von jedem etwas. Er ist sehr krank und wenn er Geld bekommt, gibt er es in fünf Minuten aus. Er liebt Kartenspiele, gibt Getränke aus und schreibt sie an, raucht und verwöhnt sich mit Essen. Sein auffälligstes Merkmal ist sein natürlicher Sinn für Humor. Seine Gespräche verzaubern mich so sehr, dass ich Stunden in seiner Gegenwart verbringen kann. Als Habimah vor zwei Jahren im [Kurfürstendamm?]-Theater lief, sah ich ihn eines Tages in der Schlange an der Kasse stehen. Ich bemerkte ihn sofort und mir wurde gesagt, dass dies derselbe Moshe Lifshits sei, der die jüdischen Komödien schreibt. Sein bekanntestes Stück ist Hershele Ostropolyer, das wir vor kurzem in Krakau gesehen haben. Jetzt hat er ein Theaterstück mit dem seltsamen Titel Die Messias A.-G. komponiert. Er schrieb auch großartige Lieder auf Jiddisch. In Russland wurde ein Buch mit seinen Gedichten unter dem Titel A ber tantst [1922] veröffentlicht. Unter seinen Gedichten gibt es eines, das er mir auf Wunsch oft ins Ohr rezitierte. Der Name des Liedes ist Der Lehrer [Sekundärquelle des Gedichts Hebreyshe lerers (1925)] und sein Inhalt ist ungefähr folgender:
מה שווה מלמד כשהוא זקן? ערכו כקליפת השום, כנר באור יום, ששכחו לכבותו. איש אינו שואל לעצתו ואפילו בשאלה “מה השעה?” אין פונים אליו. והטרגדיה הגדולה ביותר שלו היא, שכל תלמידיו הלא-יוצלחים ביותר מתקדמים יפה בחיים. ומה נעשה בסופו של התלמיד האהוב ביותר? הוא שוב נעשה מלמד!
Welchen Wert hat ein Lehrer,

wenn er alt ist?

Er ist wie Knoblauchschalen,

ein Geiger bei Tageslicht,

man vergaß ihn

auszuschalten.

Niemand fragt ihn mehr um Rat,

nicht einmal bei der Frage

Wie spät ist es?

Garniemand spricht ihn noch an.

Die größte Tragödie ist,

all' den erfolglosen Schülern

geht es im Leben doch gut.

Und was wird am Ende sein -

aus dem besten Schüler werden?

Er wird wieder Lehrer sein!
Tatsächlich spiegelt dieses Lied die Tragödie der jiddischen Welt gut wider. Was war, hat keinen Wert mehr und kann nicht an das Neue angepasst werden. Im Herzen von Lifshits tobten große ideologische Kämpfe. In seiner Jugend unterrichtete Moshe Lifshits selbst Kleinkinder bei David Raban [Fridl Rubinstein?]. Herzl war das Ideal im Hause seines Vaters, des großen Rabbiners. Danach driftete Lifshits jedoch in die Welt der russischen und jiddischen Intellektuellen ab. Er hielt an der Doktrin des Kommunismus fest und konnte sie schließlich nicht mehr ertragen. Er floh nach Deutschland, dem brodelnden Kessel jüdischer und internationaler Bildung. In Deutschland arbeitete er mit Erwin Piscator zusammen und knüpfte auch Kontakte zum Fischer Verlag, doch am Ende scheiterte er. Tatsächlich gibt es hier in Berlin viele Einwanderer – im Geiste Russen, die in vorderster Front ohne eine Armee im Rücken kämpfen; seine Freunde sind Alexander Granach und Zvi Friedland und Alexei Granowski vom Jiddischen Kammertheater in Moskau, aber er ist eher ein Freund für sie als sie es für ihn sind.
Mein erstes geplantes Treffen mit Lifshits war sehr lustig. Die Habimah bescherte ihm einige literarische Arbeiten. Übersetzung von Moritz Heimanns Das Weib des Akiba ins Russische. Er hatte das Übersetzungshonorar zwar schon vor längerer Zeit erhalten, die Übersetzung aber nie geliefert. Wann immer ich ihn anrief und fragte, wann wir den Job bekommen würden, sagten sie mir, dass er nicht zu Hause sei. Eines Tages vergaß ich es und er selbst ging ans Telefon und teilte mir sehr höflich mit, dass Herr Lifshits nicht zu Hause sei… Obwohl der erste Eindruck nicht sehr positiv war, wurde mir im Laufe der Zeit klar, dass ich ernsthafte Sympathie für ihn hege. Vielleicht, weil er der Erste war, der mir riet, mich dem Schreiben zu widmen. Hauptsache, Lifshits und Friedland drängen nun darauf, dass Granowski bei der Habimah Uriel Acosta inszenieren darf. Und Lifshits sollte das Stück von Karl Gutzkow übersetzen. Wir, also das Sekretariat, zögern. Nicht nur, dass die Regie bei Granowski einen enormen finanziellen Aufwand bedeutet, er ist auch einer dieser talentierten und kultivierten Russen, aber aus Russland, also ein Mann ohne Wurzeln (siehe auch S. 97).
Berlin, 14. September 1930
Gestern Abend saß ich lange mit Moshe Lifshits in einem Café. Ich erzählte ihm oft von den letzten Erlebnissen und zum ersten Mal seit Beginn meines Handelns erfüllte mich eine enorme Wut auf die Reichen, Moshe Lifshits ist auch der richtige Mann, um dieses Feuer des Hasses zu schüren. Ich spürte die quälende Demütigung, die es mit sich bringt, zimperlich zu sein, sei es, dass man sich für Kunst, für bedürftige Kinder oder für den Kauf von Land einsetzt. […] Ich sitze gerade in Berlin und bin völlig verwirrt. Mein Freund Moshe Lifshits gab mir etwas Mut und ermutigte mich zum Schreiben. Ich mache nur Witze, aber wenn ich ein Buch schreiben könnte, wäre ich glücklich. (S. 106 und 130)

## Werke (Auswahl)

### Gedichte
- Far di shvaygndike („Für die Schweigenden“), Lemberg 1918.
- Der bal („Der Ball“), Lemberg 1918.
- Di libe („Die Liebe“), Wien 1918.
- A balade fun der khasene („Hochzeitsballade“), Wien / Warschau / Lemberg 1920.
- Di libe („Die Liebe“), Wien 1920 (nicht identisch mit dem gleichnamigen Gedicht von 1918).
- Der dintoyre („Der Prozess“), Wien 1920.
- Ovntlid („Abendlied“), Wien 1920.
- Loshn Hore („Böse Rede“), Berlin 1922.
- Prolog funm badkhn („Prolog des Badchans[/Dichters]“),[23] Riga 1922.
- Tishrey („Tischri“),[24] Riga 1922.
- Ikh vel mir nisht onton keyn shtrik afn halz! („Ich will mir keinen Strick um den Hals legen!“), Riga 1922.
- Ful mit troyerikn yomer („Voll traurigem Jammer …“), Riga 1922.
- Af di parizsher bulevars fun dayne oygn („Auf den Pariser Boulevards vor deinen Augen“), Riga 1922.
- Portret fun -o -a („Portrait von -o -a“), Riga 1922.
- Lukretsia Krivelli („Lucrezia Crivelli“), Riga 1922.
- Dem gantsn tog eyns afm andere gevart („Den ganzen Tag einer auf den anderen gewartet“), Riga 1922.
- Tsu reytn af di gikhe karuseln („Reitend auf den schnellen Karusellen“), Riga 1922.
- Ikh hob a bakante („Ich hab’ eine Bekannte“), Riga 1922.
- Ikh Gerdal … („Ich Gerdal …“), Riga 1922.
- Ven mayn shvester Lize Livshits („Wenn meine Schwester Lischen Liwschitz“),[25] Riga 1922.
- Geshrey in der nakht („Geschrei in der Nacht“), Riga 1922.
- Nervn-bereyshim („Nervenrausch“), Riga 1922.
- Beynkshaft aheym („Sehnsucht nach Hause“), Riga 1922.
- Khasenes („Hochzeitszeit“), Riga 1922.
- Ikh bin tsvay („Ich bin zwei“), Riga 1922.
- O – iz a harbstiker oysruf („Oh – ist ein herbstlicher Ausruf“), Riga 1922.
- Frier harbst („Früher Herbst“), Riga 1922.
- Loyt Sologub („Laut Sologub“), Riga 1922.
- Farklert („Verklärt“), Riga 1922.
- Sdom („Sodom“),[26] Moskau 1922.
- Badkhens ershtlid („Erstes Gedicht des Badchans[/Dichters]“), Berlin 1923.
- Fun ganovimlider („Ganovenlied“), Berlin 1923.
- Dos komunistishe manifest („Das Kommunistische Manifest“), Tschernowitz 1923.
- Hebreyshe lerers („Hebräischlehrer“), New York 1925.
- Samuil – Krokodil („Samuel – Krokodil“), o. O. 1927.
- Fun der epopee min („Meine Epopöe“), Minsk 1930.
- Vert geboyrn dos lid vi s zingt vi mayn umru („Lied und Gesang der Unruhe“), Warschau 1935.
- Di balade fun di umbakante soldatn (etlekhe fragmentn) (Prolog der „Ballade vom unbekannten Soldaten“ und andere Fragmente), Tel Aviv 1936[27]
- In Flandern bay Buasan („In Flandern bei Buasan“), Tel Aviv 1936.
- Dem gertners lid („Das Lied des Gärtners“), Tel Aviv 1936.

### Theaterstücke
- Der valdkeyzer: A kindershpil („Der Erlkönig: Ein Stück für Kinder“), Kiew 1918 (dramaturgische Ausarbeitung des Gedichts von J. W. von Goethe).
- Sdom („Sodom“), o. O. 1927 (Dramaturgische Ausarbeitung des Gedichts von 1922).
- Tsvelf a zeyger („Mitternachts“), o. O. 1927 (Verschollenes Vorspiel).
- Die Messias A.-G., o. O. 1929
- A mayse mit Hershele Ostropolyer: an oysgetrakhte komedye in dray aktn, 4 bilder („Hersch Ostropoler: Komödie in drei Akten“), Berlin 1930.[28]
- Uriel Akosta (hebräisch) („Uriel Acosta: Schauspiel in 4 Akten nach Motiven des Karl Gutzkow“), Berlin 1930.[29]
- Das gerupfte Huhn: Eine Komödie in drei Akten, Wien um 1935.
- Rache ist süß: Eine leichtsinnige Komödie in 3 Akten. Berlin-Wilmersdorf um 1935 (dramaturgische Ausarbeitung der Übersetzung von 1928).
- Bisness, Tel Aviv 1935.
- Di balade fun di umbakante soldatn („Die Ballade vom unbekannten Soldaten“), Tel Aviv um 1936.
- Wie man feiert , Tel Aviv 1937.

### Parerga und Paralipomena

#### Journalist und Übersetzer
Lifshits schrieb und übersetzte für die Frankfurter Zeitung, die Jüdische Morgenpost, die Jüdische Rundschau, den Simplicissimus, die Literarische Welt, Das Tage-Buch, Der Kunde, Das neue Russland, die Pariser Exilzeitung Tchisla (Числа, dt.: Zahlen), Haynt (הײַנט, Heute), Vilner tog (װילנער טאָג, Wilnaer Tag), Frimorgn (פֿרימאָרגן, Frühmorgens), HaSchomer haZaʿir, Davar (auch Dawar, „Wort“); arbeitete für den S. Fischer Verlag und als dramaturgischer Berater von Erwin Piscator.

#### Nachdichtungen und Übersetzungen
- Der valdkeyzer (Der Erlkönig), Kiew, 1918 (Nachdichtung des Gedichts von J. W. von Goethe).
- Übersetzung von W. J. Brjussows Gedicht Der Maurer, Wien 1919.
- Libe un andere novelen („Liebe und andere Novellen“ von Gerschon Schoffmann), Wien 1919.
- Übersetzung von Alexander Bloks Die Zwölf, Wien 1920.
- Verschollene Übersetzung von Majakowskis Tschelowek („Ein Mensch“), Riga 1921.
- The ball („Der Ball“), New York, 1927 (englische Übersetzung des gleichnamigen Gedichts von 1922).
- Sojkas Wohnung: ein Stück in 4 Akten, Berlin 1928 (nicht autorisierte, erste deutsche Übersetzung von M. A. Bulgakows Stück).[33]
- Übersetzung von Ilja Grigorjewitsch Ehrenburgs Kurzgeschichten Schiraiim, Reisebericht eines Russen aus Deutschland und Die zwei Freunde, Berlin 1928.
- Übersetzung von Ossip Dymows Rache ist süß.[34]
- Übersetzung von Michail Leonidowitsch Slonimskis Lawrowy, Berlin 1928.
- Der Schauspieler (Übersetzung eines bisher unidentifizierten Textes von Wera Wsewolodowna Baranowskaja).
- Übersetzung von Ilja Ehrenburgs Der alte Kürschner. In: Der Abend, 12. Januar 1929, S. 9f.
- Übersetzung von Isaak Babels Mendel Krik, o. O. 1931
- Fun in der fri biz beynakht („Von morgens bis mitternachts“ von Georg Kaiser), Berlin / New York 1931.
- Hopla, mir lebn! („Hoppla, wir leben!“ von Ernst Toller), Berlin / New York 1931.
- Übersetzung von A. N. Ostrowskis Das flammende [/heiße] Herz, o. O. 1932
- Shkiah (Übersetzung von Isaak Babels Zakat („Sonnenuntergang“) ins Hebräische), Tel Aviv 1937.

#### Artikel und Beiträge von Lifshits
- Di flikhten fun a kritiker („Die Pflichten eines Kritikers“). In: Kritik. H. 4, Wien, 10. Oktober 1920.
- Vegen L. Miler’s „Oyf got’s velt“ (betreffend L. Millers „In Gottes Welt“). In: Kritik. H. 5, Wien, 10. November 1920.
- Far zikh (Für sich (Rezension zu Gedichten von M. Chmelnitzki)). In: Kritik. H. 10, Wien, 10. April 1921.
- Molly Picon. In: „Jüdische Morgenpost“, Wien, 8. April 1921.[35]
- Literatur fun ibergangstsayt (Literatur der Übergangszeit (Essay)). In: Geyendik. Berlin 1923.
- Klein Irmchen (Rezension zu Christian Morgenstern). In: Frankfurter Zeitung, zweites Morgenblatt, Literaturblatt. 5. Dezember 1926.
- Der Hexer (Kritik zur Theateraufführung „Der Hexer“ von Edgar Wallace). In: Frankfurter Zeitung, Abendblatt. 13. Juli 1927.
- Die drei „G“ in der Geschichte des jüdischen Theaters. In: Jüdische Rundschau. Unterhaltungs-Beilage, 16. Mai 1928.
- Ein Wiedererkennen. In: Frankfurter Zeitung, erstes Morgenblatt. Rubrik „Aus Welt und Leben“, 22. Juni 1928.
- Towarisch Swiderski reinigt das Theater. In: Das Tage-Buch. Jg. 9. 40, S. 1648–1650.
- Nathan Altmann. In: Das Tage-Buch. Jg. 9. 19, S. 807–809.
- Nordost (Kurzgeschichte). In: Der Kunde: Zeit- und Streitschrift der Vagabunden, 1930, Jg. 3, Heft 9/10, Sonnenberg / Stuttgart-Degerloch.
- Die Lombarden (Kritik zur Aufführung der Verdi-Oper „Die Lombarden“ in der Mailänder Scala). In: Frankfurter Zeitung, erstes Morgenblatt. 17. Dezember 1930.
- Far vos iz Granovskis nayer film farbotn gevorn in Berlin (Weswegen A. M. Granowskis neuer Film [„Das Lied vom Leben“] in Berlin verboten wurde). In: Haynt. Warschau, 25. März 1931.
- Haanussim (Kritik zur Premiere von „Die Marranen“ durch die Habimah). In: Davar/Turim. Tel Aviv, 4. Januar 1939.[36]

#### Artikel über Lifshits und sein Werk
- A kindershpil („[Der Erlkönig:] Ein Kinderspiel“), NN. In: Far yidishe kinder: shul un lebn. Kiew 1918.
- Vegn Moshe Livshits („Bezüglich Mosche Liwschitz[’ Gedichtband A ber tantst]“), K.. In: Flekn. Riga 1922.
- Shtrom, NN. In: Bikher ṿelṭ. II, Ḳulṭur-Lige. Warschau, 1923.
- Der Weg des Jüdischen Theaters, Sch[emarja] Gorelik. In: Jüdische Rundschau., Wien, 23. Mai 1928.
- Werner Hegemann: „Stilbewegung“. In: Wasmuths Monatshefte für Baukunst. Nr. 11, 1928, S. 504 (zlb.de).
- A mayse mit Hershele Ostropolyer („Eine Geschichte mit Hersch Ostropoler“), R.. In: Naye folkstsaytung. Warschau, 22. Januar 1930.
- Hershele Ostropolyer („Hersch Ostropoler“), K. S. In: Jüdisches Volksblatt, Bielsko[-Biała], 24. Januar 1930.
- Hershele Ostropolyer bay der vilner trupe („Hersch Ostropoler gespielt von der Wilnaer Truppe“), Moshe Blecher. In: Yidishe vort. H. 3, Krakau, 1930.
- Opowieść o Herszlu z Ostropola („Ein Märchen über Hersch Ostropoler“), Henryk Hescheles. In: Chwila. 3/4, Lwow, 1930.
- Hershele Ostropolyer bay der „vilner trupe“ („‚Hersch Ostropoler‘ gespielt von der ‚Wilnaer Truppe‘“), M. Weichert. In: Literarische bleter. H. 4, Warschau, 1930.
- Vilner trupe: Hershele Ostropolyer fun Moshe Lifshits („Hersch Ostropoler von Mosche Liwschitz“), Moshe Lustig. In: Morgn. Lemberg, 10. April 1930.
- Hershele Ostropolyer oyf der bine („Hersch Ostropoler auf der Bühne“), K-v. In: Lodzer veker. Łódź, 2. Juli 1930.
- A mayse mit Hershele Ostropolyer fun Moshe Lifshits („Eine Geschichte über Hersch Ostropoler von Mosche Liwschitz“), M[oshe]. B[roderzon]. In: Nayer folksblat. Łódź, 6. Juli 1930.
- Di „vilner“ in lodzer shtotishn teater („Die ‚Wilnaer [Truppe]‘ im Stadttheater von Łódź“), A. Wolf. In: Naye folkstsaytung. Warschau, 9. Juli 1930.
- Di komedye fun „Hershele Ostropolyer“ („Eine Komödie über Hersch Ostropoler“), Yitzhak Katsenelson. In: Lodzer Tageblat. 11. Juli 1930.
- „Uriel Akosta“ w interpretacji Habimy. In: Nowy Dziennik. Nr. 262, 2. Oktober 1930.
- Die zweite Berliner Premiere der Habimah. In: Das Jüdische Echo, Nr. 40, S. 565. München: 3. Oktober 1930.
- Hershele Ostropolyer („Hersch Ostropoler“), Mikhail Yo [Meyer Yoffe]. In: Frimorgn. Riga, 9. Oktober 1930.
- Tsvay meynungen vegen der nayer forshtelung bay di „vilner“ in varshe („Zwei Meinungen zu der neuen Vorstellung der ‚Wilnaer [Truppe]‘ in Warschau“), Teatrikon-Elkhanan Zeitlin. In: Unzer ekspres. Warschau, 17. Oktober 1930.
- Hershele Ostropolyer („Hersch Ostropoler“), Yehoshua Perle. In: Der moment. Warschau, 22. Oktober 1930.
- Der ns fun yidishn teater, Israel Stern. In: Naye folkstsaytung. Warschau, 26. Oktober 1930.
- Di vilner in varshe („Die ‚Wilnaer [Truppe]‘ in Warschau“), Y. M. Neyman. In: Haynt. Warschau, 31. Oktober 1930.
- A mayse mit Hershele Ostropolyer in riger yidishn meutis-teater („Eine Geschichte über Hersch Ostropoler im Meutis Theater“) und Teater-notitsn („Theater-Notizen“), A. Wasserman. In: Nayer fraytik, H. 103, Riga, 1930.
- Oyf a farshtelung bay di „vilner“ („Auf einer Vorstellung der ‚Wilnaer [Truppe]‘“), L. S-ki [Stotski]. In: Tsayt, Wilna, 3. November 1930.
- Der driter ns Hersheles, Sh. Dreyer. In: Vilner tog. 4. November 1930.
- Uriel Acosta-Aufführung durch die Habimah. In: Jüdische Presszentrale Zürich und illustriertes Familienblatt für die Schweiz, Nr. 615, S. 11.
- Habimah spielt am 22. und 23. November in Zürich. In: Jüdische Presszentrale Zürich und illustriertes Familienblatt für die Schweiz, Nr. 621, S. 13 sowie Nr. 622, Rudolf R. Hecht: Zum Habimah-Gastspiel, S. 10 (Sonderseite).
- Bravo vilner! („Bravo, Wilnaer [Truppe]“!), Khanan [Pesakh Kaplan]. In: Dos naye leben. Białystok, 16. Dezember 1930.
- Di „habimah“ mit Tsekhov un Granovski („Die ‚Habimah‘ mit Tschechow und Granowski“), Herman Svet. In: Literarische bleter. H. 41–42, Warschau, 1930.
- „O ‚Habimie‘, Granowskim i ‚Pieśni życia‘: Wywiad z poeta M. Liwschitzem“ („Oh, Bühne[/‚Habimah‘], Granowski und ‚Das Lied vom Leben‘“: Interview mit dem Dichter M. Liwschitz), M. K.. In: Nowy Dziennik. H. 51, S. 9, 23. März 1931.
- Aleksander Grankhs ershter oyftrit oyf der yidisher bine („Alexander Granachs erster Auftritt im jiddischen Theater“), Hillel Rogoff. In: „Forward“/Forverts. New York, 25. September 1931.
- „Występy Habimy: ‚Uriel Acosta‘“ („Der Auftritt der Habimah: ‚Uriel Acosta‘“), P. Appenzlakowa. In: Nasz Przegląd, H. 55 und 58, Warschau, 24. Februar 1938 und 27. Februar 1938.
- „Teatr Habima w Warszawie (Gutzkow: ‚Uriel Acosta‘)“ („Die Habimah in Warschau (Gutzkow: ‚Uriel Acosta‘)“), T. Boy-Żeleński. In: Kurier Poranny. H. 60, 1. März 1938.
- „‚Uriel Acosta‘ w Habimie“ („‚Uriel Acosta‘ auf der ‚Bühne[/Habimah]‘“), J. Leser. In: Ster, Heft 9 (55), o. O., 13. März 1938.
- Tragedia i komedia w Habimie („Tragödie und Komödie auf der Bühne[/Habimah]“), J. Leser. In: Ster, Heft 10, o. O., 20. März 1938.
- Zum Tode Mosche Liwschitz'. In: Jüdisches Nachrichtenblatt, Nr. 4, S. 3, Wien, 5. Juli 1940.
- Bob Francis: Hershel The Jester: Yiddish Art Theater. In: The Billboard, Vol. 60, Nr. 53, New York, 25. Dezember 1948.
- Maurice Schwartz Due at Parkway April 14. (PDF; 1,0 MB) In: Brooklyn Eagle, New York, 5. April 1949 u. 5. Dezember 1948.
- J.P.S.: Hershel, the Jester. In: New York Times, 14. Dezember 1948.
- Hershele Ostropoler the Jester. In: Detroit Jewish News, 14. September 1973.
- Margot Klausner: Hinter den Kulissen der《Habima》. In: Israel Nachrichten, 19. April 1974, S. 12.